# 3-й Український фронт
Третій Український фронт — оперативне об'єднання радянських військ з 20 жовтня 1943 (до того мало назву Південно-Західний фронт) і брало участь у звільненні України від німецьких окупантів, у Другій світовій війні.
Війська фронту провели Дніпропетровську, Нікопольсько-Криворізьку, Березнегувато-Снігурівську, Яссько-Кишинівську наступальні операції, брали участь у визволенні Румунії, Болгарії, Югославії, Угорщини, Австрії.

## Командувачі фронтом
- генерал армії, потім Маршал Радянського Союзу Родіон Малиновський (20 жовтня 1943 — 15 травня 1944);
- генерал армії, потім Маршал Радянського Союзу Федір Толбухін (з 15 травня 1944 до кінця війни).